# Need for Speed (videohra, 2015)
Need for Speed je závodní videohra ze série Need for Speed vyvinutá studiem Ghost Games a publikovaná Electronic Arts pro Microsoft Windows, PlayStation 4 a Xbox One. Jedná se o 21. díl a úplný restart této série.Patří do druhé generace této hry. Jedná se o první díl hlavní série, který byl vydán exkluzivně pro osmé generace konzolí. K dostání jsou dvě edice: standardní a deluxe.
Hra byla vydána pro PlayStation 4 a Xbox One v listopadu 2015, verze pro Windows vyšla v březnu 2016.

## Hratelnost
Hra nabízí 5 stylů hraní, přičemž každý styl doprovází skutečné postavy: Outlaw (vyhnanec) Morohoshi-san, Style (styl), zde s vámi bude Ken Block, Build (tuning) Nakai-san, Speed (rychlost) Magnus Walker, Crew (parta) Risky Devil.

## Vývoj
Po vydání Need for Speed: Hot Pursuit dostalo vlastní vývojářské studio EA Criterion Games, vývojáři oceňované závodní série Burnout, na starost vývoj sérií her Need for Speed, počínaje rokem 2012 Need for Speed: Most Wanted (2012). Při rozhovoru v témže roce výkonný producent Most Wanted Matt Webster řekl, že i když by všechny další budoucí díly Need for Speed nemusely být vytvořeny Criterion Games, studio by mohlo mít i tak nadále tvůrčí dohled nad sérií.
O rok později v rozhovoru během Gamescomu s výkonným producentem Need for Speed: Rivals Marcusem Nilssonem bylo potvrzeno, že nově vytvořené studio Ghost Games je nyní ve vedení vývoje série; zatímco kolem 80 % vývojářů Criterion Games se zabývalo vývojem Rivals, zbývající skupina pracovala na záhadném "tajném projektu". O měsíc později viceprezident a kreativní ředitel Criterion Games Alex Ward prohlásil, že 60 až 65 lidí se přesunulo z Criterion do Ghost Games UK, zřejmě trvale, aby pracovali na Rivals a zbytku série, nechajíc kolem 20 v Criterion.
V dubnu 2013 americký videoherní magazín Electronic Gaming Monthly publikoval zprávu, že restartem série by mohl být další díl, který by byl podobný Need for Speed: Underground (2003). Tato informace byla ale vyvrácena o několik hodin později Alexem Wardem. Zpočátku se předpokládalo, že Criterion by nevytvářelo závodní hry v tak krátkých časových intervalech, ale Ward to vyjasnil tím, že mluvil sám za sebe, místo za celé studio. O nějakou dobu později Marcus Nilsson z Ghost studia uvedl, že pracují na obnovení důvěryhodnosti série. Navíc také navrhoval pokračování k Need for Speed: Underground 2 z roku 2004, pokud by byly správné podmínky. Později téhož roku na stránkách Eurogamer Nilsson naznačil, že by se série mohla v budoucnu vrátit do stylu mezi Underground - Most Wanted (2005) - Carbon série.
V roce 2014 výkonný ředitel EA Andrew Wilson oznámil, že ještě tento rok žádný nový díl Need for Speed nebude. To bylo poprvé od roku 2001, kdy nebyl vydán další díl série následující rok od vydání předchozího dílu.
Dne 21. května 2015 EA oznámila jejich další pokračování série s prvním trailerem, ale už několik dní před tím se objevily reklamní obrázky. EA to později vyjasnila tím, že nový díl hry není přímo pokračování Underground 3, ale mohl by stále "sdílet spoustu věcí, které dělaly Underground díly skvělé".
Dne 29. května 2015 EA potvrdila, že nový díl Need for Speed by mohl vyžadovat stálé internetové připojení k hraní, ale ujistila, že "výhrady jsou dobré" pro požadované omezení. Předešlé Need for Speed hry představovaly propojené online světy pro hráče, aby závodili a sdíleli je společně, ačkoli nevyžadovaly hráče stálé připojené ke hře. To se setkalo s kritikou od kritiků, kteří poukázali na SimCity z roku 2013, které bylo zpočátku nehratelné jako výsledek vyžadujícího online připojení k hraní. Důvodem stálého připojení k internetu byla nová funkce Autologu představená Marcusem Nilssonem, která umožňovala pořizování fotek, za které mohli být hráči a jejich "momentky" odměněni reputačními a zkušenostními body, pokud je ostatní hráči dostatečně ohodnotili.
Dne 14. září 2015 Electronic Arts oznámila, že Need for Speed pro PC byla odložena na jaro 2016, aby umožnili Ghost Games zvýšit verzi vizuální kvality. Bylo také prozrazeno, které výhody bude mít deluxe edice. Ta představí doplňky ve hře, jako například VIP ikonu, více potisků na auta, více vylepšení a BMW M3 (E46) upravené tak, aby vypadalo jako legendární model BMW M3 GTR z Need for Speed: Most Wanted 2005. Toto auto by se mělo objevit na obálce hry a mělo být jako hráčovo startovní auto.